# Механизм Хойкена

Стопоходящая машина П. Л. Чебышева

Механизм Хойкена (англ. Hoekens linkage) — это четырёхзвенный механизм, преобразующий вращательное движение в приближённо прямолинейное. Этот механизм является лямбда механизмом Чебышёва.
Соотношения между звеньями механизма показаны на иллюстрации.